# Pavle Blaznik
Pavle Blaznik, slovenski zgodovinar, * 28. junij 1903, Škofja Loka, † 13. junij 1984, Ljubljana.
Blaznik je študiral zgodovino in geografijo na Filozofski fakulteti v Ljubljani. Iz zgodovine je doktoriral leta 1928. Služboval je na celjski gimnaziji (1945-49 kot ravnatelj), v Državnem arhivu Slovenije, od leta 1957 pa na Zgodovinskem inštitutu SAZU. Znanstveno  se je ukvarjal predvsem z zgodovino Škofje Loke, agrarno zgodovino in s sistemom podložništva na Slovenskem. Med njegova najpomembnejša dela sodijo Srednjeveški urbarji za Slovenijo freisinške škofije, Škofja Loka in loško gospostvo (973-1803) in Historična topografija slovenske Štajerske in jugoslovanskega dela Koroške do leta 1500.
Leta 1937 je ustanovil Muzejsko društvo Škofja Loka, katerega predsednik je bil kar 38 let. Bil je tudi dolgoletni urednik Kronike (1967-71 glavni). Škofja Loka ga je leta 1973 imenovala za častnega meščana. 